# Heckler & Koch GMG
HK GMG — автоматичний станковий гранатомет, розроблений німецькою компанією Heckler & Koch в середині 1990-х років.

## Конструкція
Гранатомет GMG використовує автоматику з вільним затвором та має запобіжник, котрий також виконує роль перемикача режимів ведення вогню.
Запобіжник має три позиції: одиничний вогонь, автоматичний вогонь та безпечний режим. Гранатомет оснащений автоматичним запобіжником. Також має кріплення для різних оптичних прицілів чи приладів нічного бачення. Оснащений гранатомет і механічним секторним прицілом та коліматором.
Гранатомет веде вогонь пострілами калібру 40×53 мм та 40×55 мм.

## Оператори
- Україна[1]
- Бельгія